# Championnat d'Iran de football 1996-1997
Navigation
Saison précédente Saison suivante
La saison 1996-1997 du Championnat d'Iran de football est la quinzième édition du championnat national de première division iranienne. Les seize meilleurs clubs du pays prennent part au championnat organisé par la fédération. Les équipes sont regroupées au sein d'une poule unique, où elles rencontrent leurs adversaires deux fois, à domicile et à l'extérieur. À l'issue du championnat, les quatre derniers du classement sont relégués et remplacés par les quatre meilleures équipes de deuxième division.
C'est le club du Persepolis FC, tenant du titre, qui remporte à nouveau la compétition après avoir terminé en tête du classement final, avec six points d'avance sur le Bahman Karaj FC et neuf sur le Sepahan Ispahan. C'est le 5e titre de champion d'Iran de l'histoire du club.

## Les clubs participants
| - Esteghlal Teheran - Persepolis FC - Zob Ahan FC - Promu de D2 - Malavan F.C. - Paas Teheran - Bargh Chiraz - Payam Mashhad - Promu de D2 - Saipa Karaj - Promu de D2 | - Keshavarz FC - Esteghlal Ahvaz - Polyacryl Esfahan FC - Sepahan Ispahan - Machine Sazi - Teraktor Sazi - Promu de D2 - Sanat Naft - Shemushack Noshahr |

## Compétition

### Classement
Le classement est établi sur le barème de points classique (victoire à 3 points, match nul à 1, défaite à 0).
| Rang | Équipe                     | Pts | J  | G  | N  | P  | Bp | Bc | Diff |
| ---- | -------------------------- | --- | -- | -- | -- | -- | -- | -- | ---- |
| 1    | Persepolis FC T            | 59  | 30 | 17 | 8  | 5  | 52 | 24 | +28  |
| 2    | Bahman Karaj Football Club | 53  | 30 | 15 | 8  | 7  | 49 | 32 | +17  |
| 3    | Sepahan Ispahan            | 50  | 30 | 14 | 8  | 8  | 37 | 29 | +8   |
| 4    | Paas Teheran               | 48  | 30 | 11 | 15 | 4  | 37 | 22 | +15  |
| 5    | Sanat Naft P               | 42  | 30 | 11 | 9  | 10 | 37 | 38 | -1   |
| 6    | Esteghlal Teheran          | 41  | 30 | 11 | 8  | 11 | 42 | 39 | +3   |
| 7    | Payam Mashhad FC P         | 40  | 30 | 9  | 13 | 8  | 37 | 37 | 0    |
| 8    | Bargh Chiraz C             | 39  | 30 | 11 | 6  | 13 | 26 | 27 | -1   |
| 9    | Esteghlal Ahvaz            | 38  | 30 | 8  | 14 | 8  | 40 | 38 | +2   |
| 10   | Zob Ahan FC P              | 37  | 30 | 7  | 16 | 7  | 30 | 28 | +2   |
| 11   | Teraktor Sazi P            | 37  | 30 | 8  | 13 | 9  | 28 | 29 | -1   |
| 12   | Polyacryl Esfehan FC       | 37  | 30 | 9  | 10 | 11 | 30 | 34 | -4   |
| 13   | Machine Sazi               | 35  | 30 | 10 | 5  | 15 | 30 | 52 | -22  |
| 14   | Malavan F.C.               | 33  | 30 | 8  | 9  | 13 | 32 | 41 | -9   |
| 15   | Shamoushak Noshahr         | 32  | 30 | 8  | 8  | 14 | 34 | 52 | -18  |
| 16   | Keshavarz FC               | 19  | 30 | 3  | 10 | 17 | 19 | 41 | -22  |

|  | Qualification pour la Coupe des clubs champions 1997-1998                           |
|  | Qualification pour la Coupe des Coupes 1997-1998                                    |
|  | Relégation directe en deuxième division                                             |
|  | T : Tenant du titre C : Vainqueur de la Coupe d'Iran P : Promu de deuxième division |

## Bilan de la saison
| Championnat d'Iran de football 1996-1997                        |                          |
| Champion                                                        | Persepolis FC (5e titre) |
| Coupes et trophées                                              |                          |
| Vainqueur de la Coupe d'Iran 1996-1997                          | Bargh Chiraz             |
| Qualifications continentales                                    |                          |
| Coupe des clubs champions 1997-1998                             | Persepolis FC            |
| Coupe des Coupes 1997-1998                                      | Bargh Chiraz             |
| Promotions et relégations                                       |                          |
| Promus en Championnat d'Iran de football                        | Saipa Karaj              |
| Promus en Championnat d'Iran de football                        | Fajr Sepasi              |
| Promus en Championnat d'Iran de football                        | Shahrdari Tabriz         |
| Promus en Championnat d'Iran de football                        | Foolad FC                |
| Relégués en Championnat d'Iran de football de deuxième division | Machine Sazi             |
| Relégués en Championnat d'Iran de football de deuxième division | Malavan F.C.             |
| Relégués en Championnat d'Iran de football de deuxième division | Shamoushak Noshahr       |
| Relégués en Championnat d'Iran de football de deuxième division | Keshavarz FC             |